# Muquém
Muquém é um distrito do município de Niquelândia, Goiás, criado por volta de 1740 com o nome oficial de São Tomé de Muquém, a 50km da cidade.

## Festa de Nossa Senhora
Em agosto acontece a festa de Nossa Senhora da Abadia de Muquém, na cidade de Niquelândia (Diocese de Uruaçu) que começa no dia 5 e se encerra dia 16. O local nessa época é muito visitado por romeiros e chega a ter 200 mil pessoas  de Goiás e do Brasil, que embarracam no local até o fim da festa. Quase sempre são pessoas que vão pagar promessas e oferecer prendas pelas graças recebidas.
O seu santuário é um dos maiores do Brasil, comportando 28 mil pessoas sentadas. Acontece sempre uma missa no Morro Cruzeiro, a mais de 100 metros do chão, onde o romeiro sobe para participar, cumprir alguma promessas e contemplar a beleza panorâmica lá de cima.  No ano de 2022, segundo estimativas, cerca de 400 mil pessoas estiveram presentes no evento.
O Santuário de Nossa Senhora da Abadia de Muquém foi inaugurado em 2003 e é o quarto templo construído para abrigar os romeiros da Virgem da Abadia.

## Romaria do Muquém
Centenas de pessoas vão para o local todos os anos participar da romaria de Muquém, que ocorre de 5 a 15 de agosto, percorrendo os 45 km entre Niquelândia e o distrito, sendo a mais antiga romaria de Goiás, tendo sido realizada desde 1748.
Ninguém sabe ao certo quando começou a festa, mas existem duas versões. Uma delas conta a história de um jovem chamado Gonçalo que teria assassinado seu amigo Reinaldo, pelo amor de uma moça. Isto no século XVIII, na cidade de Goiás. Foragido, acaba ficando na tribo dos xavantes, onde torna-se um dos líderes guerreiros e é batizado com o nome de Itagiba. Na noite de núpcias com a filha do cacique, é enganado por um rival e flecha sua mulher e o irmão dela, acreditando que ela o traía. Desesperado, Gonçalo (Itagiba) foge da aldeia e encontra-se com Inimá, seu rival. Num duelo com Inimá, este atira uma flecha contra o peito de Gonçalo, que é salvo por uma medalha de Nossa Senhora que carregava. Arrependido de sua vida de crimes, Gonçalo torna-se um ermitão dedicado a Nossa Senhora do Muquém. Esta é a versão do escritor Bernardo Guimarães, em O Ermitão de Muquém (1858).
A outra versão conta que existia em Muquém um quilombo onde, tempos depois, os escravos foragidos foram presos sem que houvesse morte de nenhum deles. Há ainda o fato de que o português Antonio Antunes garimpava no local sem licença. Foi descoberto e escapou ileso de um processo severo. Ele atribuiu o fato – como tantos outros – a um milagre de Nossa Senhora. Como gratidão à Virgem, ele ergueu uma capela no local.
A grandiosa romaria é considerada uma verdadeira “cidade da fé”. Durante o período em que acontece, o Santuário Diocesano Nossa Senhora d’Abadia de Muquém hospeda milhares de pessoas em sua área ambiental reservada para acampamentos.

A devoção está presente na alma do povo goiano e, dentre as inúmeras maneiras de se expressar a fé, a Romaria de Muquém tem um significado especial. Inspirados pelo amor maternal de Maria, milhares de romeiros viajam centenas de quilômetros, de automóvel, a cavalo ou a pé, para vivenciar a grandiosa festa religiosa e homenagear a quem reverenciam como a Padroeira de Goiás.